# Oniticellus
Oniticellus (лат.) — род пластинчатоусых жуков.

## Описание
Переднеспинка перед основание с продольным вдавлением. Пигидий у основания не окаймлённый, с гладким блестящим пятном. Вершина надкрылий с длинными торчащими волосками. Наличник со слабыми бугорками или без них. Передние лапки всегда есть.

## Некоторые виды
- Oniticellus tesselatus